# 1918.
◄ | 19. stoljeće | 20. stoljeće | 21. stoljeće | ►
◄ | 1880-ih | 1890-ih | 1900-ih | 1910-ih | 1920-ih | 1930-ih | 1940-ih | ►
◄◄ | ◄ | 1915. | 1916. | 1917. | 1918. | 1919. | 1920. | 1921. | ► | ►►
Arhitektura • Astronomija • Biologija • Film • Fotografija • Glazba • Kazalište • Kemija • Kiparstvo • Knjige • Književnost • Kršćanstvo • Meteorologija • Medicina • Planinarstvo • Politika • Pravo • Promet • Slikarstvo • Strip • Šport • Televizija • Znanost • Zrakoplovstvo • Željeznički promet

## Događaji
- 13. travnja – Njemačka i finske snage, Mannerheimova Bijela garda, zauzela Helsingors (Helsinki) od finskih Crvenogardejaca.
- 6. srpnja – Interpelacija predsjednika Čiste stranke prava Aleksandra Horvata o pokolju hrvatskih vojnika u Odesi.
- 14. listopada – Frankovačka Stranka prava podnijela zahtjev za sazivom saborske sjednice na temu ukidanja Hrvatsko-ugarske nagodbe te proglašenja neovisnosti hrvatskog naroda.[1]
- 29. listopada. – Hrvatski sabor donio je odluku o razrješenju svih državnopravnih veza Trojedne Kraljevine Hrvatske, Slavonije i Dalmacije s Carevinom Austrijom i Kraljevinom Ugarskom. Time je Hrvatska izašla iz Austro-Ugarske Monarhije.
- 29. listopada. Osnovana Država Slovenaca, Hrvata i Srba (država je postojala samo do 1. prosinca i obuhvaćala je otprilike područja današnje Slovenije, Hrvatske i Bosne i Hercegovine).
- 11. studenog – Službeno je proglašen kraj Prvog svjetskog rata njemačkom kapitulacijom.
- 1. prosinca. – Osnovana Kraljevina Srba, Hrvata i Slovenaca
- 4. prosinca – Šef policije Grga Budislav Angjelinović,[2] zabranio izlaženje pravaškom dnevnom listu Hrvatska.
- Personalna unija Islanda i Danske.
- Započela je pandemija španjolske gripe, koja je odnijela između 50 i 100 milijuna osoba širom svijeta.

## Rođenja

### Siječanj – ožujak
- 21. siječnja – Antonio Janigro, talijanski violončelist († 1989.)
- 27. siječnja – Elmore James, utjecajan blues gitarist († 1963.)
- 29. siječnja – John Forsythe, američki glumac († 2010.)
- 7. veljače – Peter M. Blau, američki sociolog austrijskog porijekla († 2002.)
- 20. veljače – Ben Klassen, američki kreativist i izumitelj († 1993.)
- 5. ožujka – Tom Starcevich, australski vojnik hrv. podrijetla († 1989.)
- 7. ožujka – John Arthur Mišković, hrvatsko-američki znanstvenik i izumitelj († 2014.)
- 8. ožujka – Ante Jonić, narodni heroj Jugoslavije († 1942.)

### Travanj – lipanj
- 8. travnja – Betty Ford, američka Prva dama (1974. – 1977.) († 2011.)
- 17. travnja – William Holden, američki glumac († 1981.)
- 25. travnja – Ella Fitzgerald, američka pjevačica jazz glazbe († 1996.)
- 17. svibnja – Birgit Nilsson, švedska operna pjevačica († 2005.)
- 18. svibnja – Franjo Wölfl, hrvatski nogometaš († 1987.)
- 20. svibnja – Pavao Žanić, mostarsko-duvanjski biskup († 2000.)
- 9. lipnja – Artur Takač, hrvatski sportski djelatnik († 2004.)

### Srpanj – rujan
- 14. srpnja – Ingmar Bergman, švedski filmski režiser († 2007.)
- 31. srpnja – Mia Oremović, hrvatska glumica († 2010.)
- 13. kolovoza – Frederick Sanger, engleski biokemičar († 2013.)
- 19. kolovoza – Julijan Knežević, srpski arhimandrit († 2001.)
- 25. kolovoza – Leonard Bernstein, američki skladatelj, pijanist i dirigent († 1990.)
- 3. rujna – Helen Wagner, američka glumica († 2010.)
- 9. rujna − Ante Brkan, hrvatski umjetnički fotograf († 2004.)
- 20. rujna – Peg Phillips, američka glumica († 2002.)

### Listopad – prosinac
- 11. listopada – Zvonko Strmac, hrvatski glumac († 1996.)
- 12. listopada – Emil Cossetto, hrvatski skladatelj i dirigent († 2006.)
- 16. listopada – Louis Althusser, francuski filozof († 1990.)
- 17. listopada – Rita Hayworth, američka glumica († 1987.)
- 27. listopada – Teresa Wright, američka glumica († 2005.)
- 7. studenog – Billy Graham, američki baptistički svećenik († 2018.)
- 25. studenog – Frane Matošić, hrvatski nogometaš i nogometni trener († 2007.)
- 11. prosinca – Aleksandar Solženjicin, ruski književnik i nobelovac († 2008.)
- 23. prosinca – Helmut Schmidt, njemački političar i kancelar († 2015.)
- 25. prosinca – Anwar el-Sadat, egipatski državnik († 1981.)

## Smrti

### Siječanj – ožujak
- 9. siječnja – Georg Cantor, njemački matematičar (* 1845.)
- 17. siječnja – Edmund Gutmann, hrvatski industrijalac židovskog porijekla (* 1841.)
- 6. veljače – Gustav Klimt, austrijski slikar (* 1862.)
- 10. veljače – Abdul Hamid II., turski sultan (* 1842.)
- 9. ožujka – Frank Wedekind, njemački književnik (* 1864.)
- 25. ožujka – Claude Debussy, francuski skladatelji (* 1862.)

### Travanj – lipanj
- 28. travnja – Gavrilo Princip, srpski atentator (* 1894.)
- 20. svibnja – Ferdinand Hodler, švicarski slikar (* 1853.)
- 10. lipnja – Arrigo Boito, talijanski skladatelj i književnik (* 1842.)
- 12. lipnja – Dragutin Lerman, hrvatski istraživač i putopisac (* 1863.)

### Srpanj – rujan
- 3. srpnja – Mehmed V., turski sultan (* 1844.)
- 17. srpnja – Anastasija Nikolajevna Romanova, ruska kneginja (* 1901.)
- 8. rujna – Franjo Marija od Križa Jordan, katolički blaženik i osnivač salvatorijanaca (* 1848.)

### Listopad – prosinac
- 31. listopada – Egon Schiele, austrijski slikar i grafičar (* 1890.)
- 1. studenoga – Janko Vuković Podkapelski, hrvatski carski i kraljevski admiral (* 1871.)
- 1. prosinca – Charles de Foucauld, francuski istraživač i pustinjak (* 1858.)
- 8. prosinca – Josip Stadler, hrvatski nadbiskup (* 1843.)
- 11. prosinca – Ivan Cankar, slovenski književnik (* 1896.)

## Nobelova nagrada za 1918. godinu
- Fizika: Max Planck
- Kemija: Fritz Haber
- Fiziologija i medicina: nije dodijeljena
- Književnost: nije dodijeljena
- Mir: nije dodijeljena

## Vanjske poveznice
|  | Zajednički poslužitelj ima još gradiva o temi 1918. |